# 76 (empresa)
A 76 é uma rede de postos de combustíveis dos Estados Unidos, pertencente ao grupo Phillips 66, a companhia foi fundada em 1932 e o número é uma referência a octanagem da gasolina e ao ano da Independência dos Estados Unidos (1776), é notabilizada pela bola laranja com o número 76 em seus postos.